# Instytut Nauk Socjologicznych Uniwersytetu Rzeszowskiego
Instytut Nauk Socjologicznych Uniwersytetu Rzeszowskiego – jeden z dwóch instytutów Wydziału Nauk Społecznych Uniwersytetu Rzeszowskiego.

## Władze Instytutu
Władze Instytutu Nauk Socjologicznych od 2025:
| Stanowisko                                         | Imię i nazwisko            |
| -------------------------------------------------- | -------------------------- |
| Dyrektor                                           | ks. dr hab. Witold Jedynak |
| Zastępca dyrektora i kierownik kierunku socjologia | dr Anna Witkowska-Paleń    |
| Kierownik kierunku studiów praca socjalna          | dr Krzysztof Jamroży       |

## Struktura organizacyjna

### Zakład Socjologii Organizacji i Rozwoju Regionalnego
Samodzielni pracownicy naukowi:
- dr Krzysztof Piróg – kierownik Zakładu
- prof. dr hab. Jan Róg
- dr hab. Maciej Gitling
- dr hab. Krystyna Leśniak-Moczuk

Od roku 2020-2024
- dr Krzysztof Piróg – kierownik Zakładu
- dr hab. Maciej Gitling

Od roku 2024

### Pracownia Obserwatorium Miast i Analiz Regionalnych
- dr Krzysztof Piróg - kierownik Zakładu

### Zakład Socjologii Rodziny i Problemów Społecznych
Samodzielni pracownicy naukowi:
- dr hab. Arkadiusz Tuziak – kierownik Zakładu
- prof. dr hab. Siergiej Trojan
- dr hab. Beata Szluz

Od roku 2020
- dr hab. Beata Szluz - kierownik Zakładu
- prof. dr hab. Siergiej Trojan
- dr hab. Arkadiusz Tuziak

### Zakład Pracy Socjalnej
Samodzielni pracownicy naukowi:
- dr Dorota Rynkowska – kierownik Zakładu
- ks. dr hab. Witold Jedynak
- dr hab. Andrzej Lipczyński
- dr hab. Krzysztof Malicki

Od roku 2020
- dr Dorota Rynkowska – kierownik Zakładu
- ks. dr hab. Witold Jedynak

### Zakład Polityki Społecznej
Samodzielni pracownicy naukowi:
Od roku 2020
- dr hab. Teresa Zbyrad - kierownik Zakładu
- prof dr hab. Jolanta Szempruch
- dr hab. Krystyna Leśniak-Moczuk
- dr hab. Krzysztof Malicki

Od roku 2023
- dr hab. Teresa Zbyrad – kierownik Zakładu
- dr hab. Krzysztof Malicki

Od roku 2025
- dr hab. Krzysztof Malicki – kierownik Zakładu

### Zakład Socjologii Edukacji
Samodzielni pracownicy naukowi:
Od roku 2023
- prof. dr hab. Jolanta  Szempruch - kierownik Zakładu
- dr hab. Krystyna Leśniak-Moczuk

Od roku 2024
- prof. dr hab. Jolanta Szempruch – kierownik Zakładu
- dr hab. Maciej Gitling
- dr hab. Krystyna Leśniak-Moczuk